# Rally Mexico
Rally Mexico är en deltävling i rally-VM med bas i León i Guanajuato. 
Rallyt instiftades 1979 under namnet Rally America. Sedan 2004 ingår tävlingen i FIA:s rally-VM. 
Sista tävlingsdagen under 2020 års upplaga ställdes in för att underlätta för team och förare att flyga hem till Europa pga. Coronaviruset. 

## Vinnare av Mexikanska rallyt
| År      | Vinnare                           | Bil                    |                |
| ------- | --------------------------------- | ---------------------- | -------------- |
| 2023    | Sébastien Ogier Vincent Landais   | Toyota GR Yaris Rally1 |                |
| 2021-22 | Inget VM-rally                    | Inget VM-rally         | Inget VM-rally |
| 2020    | Sébastien Ogier Julien Ingrassia  | Toyota Yaris WRC       |                |
| 2019    | Sébastien Ogier Julien Ingrassia  | Citroen C3 WRC         |                |
| 2018    | Sébastien Ogier Julien Ingrassia  | Ford Fiesta WRC        |                |
| 2017    | Kris Meeke Paul Nagle             | Citroen C3 WRC         |                |
| 2016    | Jari-Matti Latvala Miikka Anttila | Volkswagen Polo R WRC  |                |
| 2015    | Sébastien Ogier Julien Ingrassia  | Volkswagen Polo R WRC  |                |
| 2014    | Sébastien Ogier Julien Ingrassia  | Volkswagen Polo R WRC  |                |
| 2013    | Sébastien Ogier Julien Ingrassia  | Volkswagen Polo R WRC  |                |
| 2012    | Sébastien Loeb Daniel Elena       | Citroën DS3 WRC        |                |
| 2011    | Sébastien Loeb Daniel Elena       | Citroën DS3 WRC        |                |
| 2010    | Sébastien Loeb Daniel Elena       | Citroën C4 WRC         |                |
| 2009    | Inget VM-rally                    | Inget VM-rally         | Inget VM-rally |
| 2008    | Sébastien Loeb Daniel Elena       | Citroën C4 WRC         |                |
| 2007    | Sébastien Loeb Daniel Elena       | Citroën C4 WRC         |                |
| 2006    | Sébastien Loeb Daniel Elena       | Citroën C4 WRC         |                |
| 2005    | Petter Solberg Phil Mills         | Subaru Impreza WRC     |                |
| 2004    | Markko Märtin Michael Park        | Ford Focus WRC         |                |